# David García (fotbollsspelare)
Artikeln följer den spanska namnseden; faderns efternamn är García och moderns efternamn Zubiria.
David García Zubiria, mer känd som David García, född 14 februari 1994 i Pamplona, är en spansk fotbollsspelare (försvarare) som representerar CA Osasuna i La Liga.

## Klubbkarriär
Född i Pamplona, Navarra, gick García slutligen med i CA Osasunas ungdomslag 2003, nio år gammal. Han debuterade säsongen 2011–12 med CA Osasuna B i Segunda División B. Sommaren 2014 kallades García inför försäsongen till A-truppen och spelade sin första match som proffs den 30 augusti. Han gjorde sitt första professionella mål den 31 maj 2015, i hemmasegern mot Recreativo de Huelva.
García debuterade i Primera División de España den 19 augusti 2016 och gjorde sitt första La ligamål den 10 september, i en förlustmatch mot Real Madrid.  Den 17 januari 2018 lånades García ut till Segunda laget Cultural y Deportiva Leonesa, fram till den sista juni samma år. 

## Meriter
CA Osasuna
- Vinnare av Segunda División: 2018/2019

### Webbkällor
- David García på Soccerway (engelska)
- David García på Transfermarket (engelska)
- David García på CA Osasunas webbplats (spanska)